# Alison Bruce
Alison Bruce, nascida em 1962 é uma atriz neozelandesa, conhecida por papéis em Xena: A Princesa Guerreira, Top of the Lake e The Almighty Johnsons.

## Filmografia

### Filmes
| Ano  | Título                        | Papel         | Notas |
| ---- | ----------------------------- | ------------- | ----- |
| 1990 | User Friendly                 | Augusta       |       |
| 1990 | An Angel at My Table          | Dora          |       |
| 1991 | The End of the Golden Weather | Auntie Kass   |       |
| 1991 | Old Scores                    | Ngaire Morgan |       |
| 1992 | Alex                          | Female Journo |       |
| 1999 | Willy Nilly                   | Carol         | Short |
| 2001 | Magik and Rose                | Magik         |       |
| 2003 | Sylvia                        | Elizabeth     |       |
| 2004 | Spooked                       | Sheila Miller |       |
| 2005 | The World's Fastest Indian    | Doctor        |       |
| 2006 | Perfect Creature              | TV Presenter  |       |
| 2007 | The Tattooist                 | Charge Nurse  |       |

### Televisão
| Ano     | Título                            | Papel                         | Notas                |
| ------- | --------------------------------- | ----------------------------- | -------------------- |
| 1986    | Heroes                            | Glenda                        | "2.2"                |
| 1987    | Adventurer                        | Sovay Banks                   | "Sovay, Parts 1 & 2" |
| 1990    | Shark in the Park                 | Christina Long                | "Fall from Grace"    |
| 1990    | Star Runner                       |                               | TV film              |
| 1993    | The Rainbow Warrior               | Leslie Holbrook               | TV film              |
| 1994    | Coverstory                        | Karen Parker                  | TV film              |
| 1995    | Hercules: The Legendary Journeys  | Postera                       | "Gladiator"          |
| 1995    | Xena: Warrior Princess            | Queen Melosa                  | "Hooves and Harlots" |
| 1998    | City Life                         | Katherine Dwyer               | "1.15", "1.24"       |
| 1998    | Shortland Street                  | Danni Brown / Lindsay Maguire | TV series            |
| 1998    | The Chosen                        | Denise                        | TV film              |
| 1998–99 | Young Hercules                    | Simula                        | Recurring role       |
| 1999    | Xena: Warrior Princess            | Talia                         | "Animal Attraction"  |
| 2000    | Xena: Warrior Princess            | Kahina                        | "Legacy"             |
| 2001–02 | Mercy Peak                        | Louise Duval                  | Main role            |
| 2001–02 | Being Eve                         | Vivienne Baxter               | Main role            |
| 2006    | Maddigan's Quest                  | Witch-Finder                  | "Witch-Finder"       |
| 2007    | Reckless Behavior: Caught on Tape | Grace Leister                 | TV film              |
| 2009    | Life's a Riot                     | Nell Edmonds                  | TV film              |
| 2010    | Legend of the Seeker              | Sister Verna                  | Recurring role       |
| 2010    | This Is Not My Life               | Jude                          | Recurring role       |
| 2010    | Avalon High                       | Coach Miganov                 | TV film              |
| 2011–12 | The Almighty Johnsons             | Agnetha                       | Recurring role       |
| 2013    | Top of the Lake                   | Anne-Marie                    | Recurring role       |
| 2014    | The Kick                          | Sheryll Donald                | TV film              |
| 2016    | Hillary                           | Phyllis Rose                  | TV series            |
| 2016    | Dirty Laundry                     | Delia                         | TV series            |

## Ligações Externas
- Alison Bruce. no IMDb.